# 興津要
興津 要（おきつ かなめ、1924年〈大正13年〉4月21日 - 1999年〈平成11年〉10月20日）は、日本の近世文学研究家・落語研究家。早稲田大学名誉教授。専門は近世後期の滑稽本と明治期の落語、戯作、ジャーナリズム。

## 来歴
栃木県足利市生まれ。栃木県立足利高等学校を経て、1949年早稲田大学文学部国文学科卒業。当時の同級生に立原正秋がいた。1951年まで大学院に在籍、教育学部助手。1956年同専任講師、1959年助教授、1968年早稲田大学教育学部国語国文学科教授、1995年定年退任、名誉教授。
1972年から1974年にかけて講談社文庫として刊行した『古典落語』シリーズ全6巻は200万部を超すロングセラーとなり、現在は一部が講談社学術文庫で刊行されている。その他一般向けの著作を数多く著した。

## 人物
活動写真の大ファンで、活動弁士だった松田春翠主宰の「無声映画鑑賞会」のメンバーだった。1966年（昭和41年）、稲垣浩が著書『ひげとちょんまげ』を出版し、松田が祝賀会を開いてくれた。このとき初対面の興津が、「僕はあなたの大ファンなんですよ」と、稲垣の試作トーキー映画の『旅は青空』の主題歌（野口雨情作詞）や『直八子供旅』の主題歌（稲垣浩作詞）をソラで歌ってみせ、稲垣を驚かせている。稲垣は興津について、「大学の先生などわれわれとは別世界の人間で、つき合ってももらえないだろうし、つき合いたくもないと思っていたが、こんな酔っ払いのバカな先生（これは失礼）もいるのかと、あらためて見直した」、「いともたのしい大学先生だった」と述懐している。この祝賀会の少しあとで、発起人柳家小さん (5代目)を「家老」に、「市川右太衛門を殿様として祭り上げる」という「三日月会」という右太衛門の後援会が結成された。興津は幹事役を引き受け、「入党自由」、「入党式には男も女も必ずシンボルを見せること」、「死ぬまで脱党は許さず」などといった奇妙な規約を定めた。この会は好評を呼び、その後10年以上の運営となっている。
教え子の中に漫画家の山本直樹がおり、『極めてかもしだ』のヒロイン「沖津要」に名前を引用されている。

## 著書
- 『転換期の文学 江戸から明治へ』早稲田大学出版部、1960年
- 『大衆文学の映像』桜楓社〈現代の教養〉、1967年
- 『明治開化期文学の研究』桜楓社、1968年
- 『落語 笑いの年輪』角川書店〈角川選書〉、1968年　のち講談社学術文庫
- 『日本の春話三〇〇夜』自由国民社〈エース・ブックス〉、1969年
- 『日本文学と落語』桜楓社〈現代の教養〉、1970年
- 『落語界のエース 舌三寸の名人芸に生きた円朝』さ・え・ら書房〈日本史の目〉、1972年
- 『異端のアルチザンたち 応賀・円遊・金鵞・小せん・藍泉』読売新聞社〈読売選書〉 1972年
- 『今昔ポルノ物語』月刊ペン社、1972年
- 『落語と江戸ッ子 巷に生きたひとびと』参玄社、1973年
- 『古典落語と落語家たち』参玄社、1974年
  - 『恋しき落語家たち』旺文社〈旺文社文庫〉
  - 『忘れえぬ落語家たち』河出書房新社〈河出文庫〉
- 『大衆文学の映像 思い出の映画史』桜楓社、1974年
- 『落語とお色気』参玄社、1974年
- 『落語の風土』読売新聞社、1975年
- 『最後の江戸戯作者たち』実業之日本社〈有楽選書〉、1976年
- 『落語よもやま咄』光風社書店、 1977年
- 『写真で見る大衆文学事典』桜楓社、1978年
- 『落語 江戸から近代へ』桜楓社、1979年
- 『江戸庶民の風俗と人情』（正）（続）（続々）（大尾） 桜楓社、 1979年 - 1980年
- 『江戸小咄漫歩』作品社、1981年
  - 『江戸小咄散歩』旺文社〈旺文社文庫〉
- 『小咄江戸の一年』角川書店〈角川選書〉、1981年
- 『江戸食べもの誌』作品社、1981年　のち旺文社文庫、朝日文庫
- 『新聞雑誌発生事情』角川書店〈角川選書〉、1983年
- 『江戸娯楽誌』作品社、1983年　のち講談社学術文庫
- 『江戸気質と上方気質 日本人の生きかた』早稲田大学出版部〈リカレントブックス〉、1983年
- 『江戸小咄女百態』作品社、1983年　のち旺文社文庫、ちくま文庫
- 『どうでもいいけど気になる言葉 おもしろ語源考』学燈社、1983年
  - 『おもしろ雑学日本語』『日本語おもしろ雑学歳時記』三笠書房〈知的生きかた文庫〉
- 『江戸吉原誌』作品社、1984年
- 『江戸小咄商売往来』旺文社〈旺文社文庫〉、1986年
- 『語源-なるほどそうだったのか 意外なルーツと珍妙なエピソードがいっぱいの600語』日本実業出版社、1986年
  - 『言葉のルーツ』PHP文庫
- 『落語家 懐かしき人たち』旺文社〈旺文社文庫〉、1986年
- 『落語家 いま、むかし』旺文社〈旺文社文庫〉、1987年
- 『大江戸長屋ばなし 庶民たちの粋と情の日常生活』PHP研究所、1987年　のちPHP文庫
- 『日本の女性美』求竜堂、1988年
- 『江戸川柳散策』時事通信社、1989年
- 『探訪江戸川柳』時事通信社、1990年
- 『江戸味覚歳時記』時事通信社、 1993年
- 『江戸商売往来』プレジデント社、1993年
  - 『大江戸商売ばなし』PHP文庫
- 『仮名垣魯文 文明開化の戯作者』有隣新書、1993年
- 『江戸川柳女百景』時事通信社、1994年
- 『食辞林 日本の食べ物・語源考』双葉社、1994年  のち新書
- 『明治新聞事始め 「文明開化」のジャーナリズム』大修館書店 、1997年
- 『江戸文学ウォーキング 読んで楽しく歩いてみよう東京漫歩記』ごま書房、1999年